# Parilla
Parilla är en ort i Australien. Den ligger i kommunen Southern Mallee och delstaten South Australia, omkring 190 kilometer öster om delstatshuvudstaden Adelaide.
Trakten runt Parilla är nära nog obefolkad, med mindre än två invånare per kvadratkilometer.. Närmaste större samhälle är Lameroo, omkring 14 kilometer väster om Parilla.
Trakten runt Parilla består till största delen av jordbruksmark. Genomsnittlig årsnederbörd är 362 millimeter. Den regnigaste månaden är juni, med i genomsnitt 52 mm nederbörd, och den torraste är december, med 11 mm nederbörd.